# Austens bruine neushoornvogel
De Austens bruine neushoornvogel (Anorrhinus austeni) is een neushoornvogel die voorkomt in India en Indochina. Deze vogel is genoemd naar de Britse geoloog en verzamelaar Henry Haversham Godwin-Austen. Deze soort is afgesplitst van de bruine neushoornvogel (A. tickelli) .

## Kenmerken
Uiterlijk is er weinig verschil tussen deze soort en de bruine neushoornvogel.

## Verspreiding en leefgebied
Austens bruine neushoornvogel komt voor in Zuidwest-China (is daar zeldzame vogel), India (een kleine populatie in de heuvels op de grens van het dal van de Brahmaputra), Myanmar, Noord- en Midden-Thailand, Laos (vroeger plaatselijk algemeen) en Vietnam (Tonkin en Annam) en in Cambodja (is daar schaars).

## Status
Deze soort heeft erg te lijden door vernietiging van het leefgebied dat bestaat uit tropisch bos op berghellingen. Bovendien is er jacht op deze vogels. Daarom staat deze vogel als gevoelig op de internationale rode lijst.